# آنوئل ای‌ای
امانوئل گازمی سانتیاگو (متولد ۲۶ نوامبر ۱۹۹۲)، معروف به آنوئل ای. ای، رپر و خواننده اهل پورتوریکو است. او پیشگام جنبش دام لاتین به حساب می‌آید و آهنگ‌های او اغلب در مورد جنایت و زندگی شهری در پورتوریکو صحبت می‌کند. موسیقی او غالباً شامل نمونه‌ها و تلفیق آهنگهایی است که در دوران جوانی اش محبوب بوده‌اند. وی به دلیل مشکلات حقوقی و اختلافات خود با رپرهای همکار پورتوریکو، کوسکلوئلا و ایوی کوئین و با رپ آمریکایی سیکس ناین، به عنوان چهره ای جنجالی در صحنه موسیقی لاتین دیده می‌شود.
وی که در کارولینا، پورتوریکو بزرگ شده بود، از چهارده سالگی شروع به ضبط موسیقی کرد و چهار سال بعد در سال ۲۰۱۰ نشر آن را به صورت آنلاین آغاز کرد، سپس سرانجام به عضویت گروه موسیقی مایباخ، رپ آمریکایی ریک راس، بخش لاتین درآمد. میکس تیپ او در سال ۲۰۱۶،" Real Hasta la Muerte" با استقبال خوبی روبرو شد، اما موفقیت وی در همان سال با حکم ۳۰ ماه زندان به دلیل داشتن اسلحه غیرقانونی در پورتوریکو متوقف شد. وی تمام آلبوم ابتدایی خود را در حین زندان ضبط کرد و در این مدت محبوبیت ژانر موسیقی وی افزایش یافت.
آنوئل ای. ای اولین آلبوم خود را با عنوان "Real Hasta la Muerte" در۱۷ ژوئیه۲۰۱۸، روزی که از زندان آزاد شد ، منتشر کرد. آلبوم یک موفقیت مهم و تجاری بود. در شش ماه آینده، او در آهنگ‌های لاتین داغ بیلبورد ظاهر شد و موقعیت خود را به عنوان یکی از برترین هنرمندان لاتین تثبیت کرد. در اوت ۲۰۱۹، او آهنگ "China" را با همکاری ددی یانکی، کارول جی، اوسونا و جی بالوین منتشر کرد که با موفقیت جهانی همراه بود. او از آن زمان آهنگ محبوب "Me Gusta" را با شکیرا و آلبوم دوم خود را با نام" Emmanuel" منتشر کرده‌است که در ۲۹ می سال ۲۰۲۰ منتشر شد.
در نوامبر سال ۲۰۲۰، آنوئل ای. ای بیانیه ای در اینستاگرام ارائه داد و آهنگ جدیدی را منتشر کرد که حاکی از بازنشستگی قریب‌الوقوع وی در صنعت موسیقی بود، با اشاره به مسائل خانوادگی و روابط.
ایشون یک عدد تریاکی است

## موسیقی‌شناسی

### آلبوم‌های استودیوئی
| عنوان                | اطلاعات                                                                                              | رتبه‌ها | رتبه‌ها   | رتبه‌ها | گواهی‌نامه انجمن صنعت ضبط آمریکا                                         |
| عنوان                | اطلاعات                                                                                              | US     | US Latin | SPA    | گواهی‌نامه انجمن صنعت ضبط آمریکا                                         |
| -------------------- | --- | ------ | -------- | ------ | ----------------------------------------------------------------------- |
| Real Hasta la Muerte | - Released: ۱۷ ژوئیه ۲۰۱۸ - Label: Real Hasta la Muerte, Inc. - Format: CD, digital download         | ۴۲     | ۱        | ۳۳     | - RIAA: Platinum (Latin) - PROMUSICAE: Gold                             |
| Emmanuel             | - Released: ۲۹ مه ۲۰۲۰ - Label: Real Hasta la Muerte, Inc. - Format: CD, digital download, streaming | ۸      | ۱        | ۱      | - RIAA: 6× Platinum (Latin) - AMPROFON: Platinum - PROMUSICAE: Platinum |

## جوایز
| سال                        | جایزه                                      | بخش                                              | اثر                                 | نتیجه    |
| -------------------------- | ------------------------------------------ | ------------------------------------------------ | ----------------------------------- | -------- |
| ۲۰۱۹                       |                                            |                                                  |                                     |          |
| جوایز برگزیده نوجوانان     | بهترین آهنگ لاتین                          | "Baila Baila Baila"                              | نامزدشده                            |          |
| جایزه برگزیده مردم         | بهترین هنرمند لاتین                        | خودش                                             | نامزدشده                            |          |
| جایزه موسیقی ام‌تی‌وی اروپا  | بهترین هنرمند کارائیبی                     | خودش                                             | برنده                               |          |
| Premios Tu Música Urbana   | بهترین هنرمند مرد لاتین                    | خودش                                             | نامزدشده                            |          |
| Premios Tu Música Urbana   | هنرمند سال                                 | خودش                                             | نامزدشده                            |          |
| Premios Tu Música Urbana   | بهترین ریمیکس سال- بین‌المللی               | "A Solas"                                        | نامزدشده                            |          |
| Premios Tu Música Urbana   | بهترین ریمیکس سال- بین‌المللی               | "Asesina"                                        | نامزدشده                            |          |
| Premios Tu Música Urbana   | بهترین ریمیکس سال- بین‌المللی               | "Ella Quiere Beber"                              | نامزدشده                            |          |
| Premios Tu Música Urbana   | بهترین همکاری سال- بین‌المللی               | "Ella Quiere Beber"                              | نامزدشده                            |          |
| Premios Tu Música Urbana   | بهترین آهنگ سال                            | "Ella Quiere Beber"                              | نامزدشده                            |          |
| Premios Tu Música Urbana   | آلبوم سال                                  | Real Hasta la Muerte                             | نامزدشده                            |          |
| Premios Tu Música Urbana   | موزیک ویدئوی سال                           | "Asesina"                                        | نامزدشده                            |          |
| جوایز موسیقی لاتین         | هنرمند سال                                 | خودش                                             | برنده                               |          |
| جوایز موسیقی لاتین         | هرنمند مرد مورد علاقه                      | خودش                                             | برنده                               |          |
| جوایز موسیقی لاتین         | هنرمند مورد علاقه                          | خودش                                             | برنده                               |          |
| جوایز موسیقی لاتین         | آلبوم سال                                  | Real Hasta la Muerte                             | برنده                               |          |
| جوایز موسیقی لاتین         | آلبوم مور علاقه                            | Real Hasta la Muerte                             | برنده                               |          |
| جوایز موسیقی لاتین         | آهنگ سال                                   | "Ella Quiere Beber"                              | نامزدشده                            |          |
| جوایز موسیقی لاتین         | آهنگ مورد علاقه                            | "Ella Quiere Beber"                              | نامزدشده                            |          |
| جایزه موسیقی لاتین بیلبورد | هنرمند سال                                 | Himself                                          | برنده                               |          |
| جایزه موسیقی لاتین بیلبورد | هنرمند اجتماعی سال                         | Himself                                          | نامزدشده                            |          |
| جایزه موسیقی لاتین بیلبورد | بهترین آلبوم لاتین                         | Real Hasta La Muerte                             | نامزدشده                            |          |
| جایزه موسیقی لاتین بیلبورد | بهترین آلبوم ریتم دار                      | Real Hasta La Muerte                             | نامزدشده                            |          |
| Premios Juventud           | بهترین                                     | "Ella Quiere Beber"                              | نامزدشده                            |          |
| Premios Juventud           | بهترین                                     | "Adictiva"                                       | نامزدشده                            |          |
| Premios Juventud           | Best Song: Singing in the Shower           | "Secreto"                                        | برنده                               |          |
| Premios Juventud           | Best Song: The Traffic Jam                 | "Ella Quiere Beber"                              | برنده                               |          |
| Premios Juventud           | Can't Get Enough... (Best Social Artist)   | خودش                                             | نامزدشده                            |          |
| Premios Juventud           | Couples that Fire Up My Feed (Best Couple) | خود شو کارول جی                                  | برنده                               |          |
| Premio Lo Nuestro          | هنرمند انقلابی                             | خودش                                             | برنده                               |          |
| Heat Latin Music Awards    | هنرمند سال                                 | خودش                                             | برنده                               |          |
| جایزه موسیقی بیلبورد       | بهترین هنرمند لاتین                        | خودش                                             | نامزدشده                            |          |
| جایزه موسیقی بیلبورد       | بهترین آلبوم لاتین                         | Real Hasta la Muerte                             | نامزدشده                            |          |
| جوایز ویدئو موسیقی ام‌تی‌وی  | بهترین موزیک ویدئوی لاتین                  | "Secreto" و "Chiana"                             | نامزدشده                            |          |
| ۲۰۲۰                       | Premios Juventud                           | هنرمندی که همه دوست دارن باهاش بخونن             | خودش                                | نامزدشده |
| ۲۰۲۰                       | Premios Juventud                           | بهترین رقص در موزیک ویدئو                        | "Whine Up"                          | نامزدشده |
| ۲۰۲۰                       | Premios Juventud                           | زوج یا دوستی که همیشه کنار هم ظاهر می‌شوند        | خودش و کارول جی                     | برنده    |
| ۲۰۲۰                       | Premios Juventud                           | آهنگ‌هایی که وقتی تو ترافیک گیر کردی باید گوش کنی | "China"                             | برنده    |
| ۲۰۲۰                       | Premios Juventud                           | بهترین همکاری                                    | "China"                             | برنده    |
| ۲۰۲۰                       | Premios Juventud                           | بهترین پست با حیوان خانگی                        | آنوئل و کارول و گوکو (سگ)           | برنده    |
| ۲۰۲۰                       | Premios Juventud                           | همکاری دور از انتظار                             | "Me Gusta"                          | نامزدشده |
| ۲۰۲۰                       | Premio Lo Nuestro                          | ریمیکس سال                                       | "Baila Baila Baila"                 | نامزدشده |
| ۲۰۲۰                       | Premio Lo Nuestro                          | ریمیکس سال                                       | "Otro Trago"                        | نامزدشده |
| ۲۰۲۰                       | Premio Lo Nuestro                          | بهترین همکاری                                    | "Secreto"                           | برنده    |
| ۲۰۲۰                       | Premio Lo Nuestro                          | بهترین آهنگ ترپ                                  | "Delincuente"                       | نامزدشده |
| ۲۰۲۰                       | Premio Lo Nuestro                          | هنرمند اجتماعی سال                               | خودش                                | برنده    |
| ۲۰۲۰                       | جایزه موسیقی لاتین بیلبورد                 | آهنگ داغ لاتین (مرد)                             | خودش                                | نامزدشده |
| ۲۰۲۰                       | جایزه موسیقی لاتین بیلبورد                 | آهنگ داغ لاتین سال                               | "Otro Trago"                        | نامزدشده |
| ۲۰۲۰                       | جایزه موسیقی لاتین بیلبورد                 | بهترین همخوانی                                   | "Otro Trago"                        | نامزدشده |
| ۲۰۲۰                       | جایزه موسیقی لاتین بیلبورد                 | آهنگ سال                                         | "China"                             | نامزدشده |
| ۲۰۲۰                       | جایزه موسیقی لاتین بیلبورد                 | آهنگ سال                                         | "Baila Baila Baila"                 | نامزدشده |
| ۲۰۲۰                       | جایزه موسیقی لاتین بیلبورد                 | آهنگ دیجیتالی سال                                | "Baila Baila Baila"                 | نامزدشده |
| ۲۰۲۰                       | جایزه موسیقی لاتین بیلبورد                 | آهنگ پخش زنده سال                                | "Ella Quiere Beber"                 | نامزدشده |
| ۲۰۲۰                       | جایزه موسیقی لاتین بیلبورد                 | آهنگ پخش زنده سال                                | "Otro Trago"                        | نامزدشده |
| ۲۰۲۰                       | جایزه موسیقی لاتین بیلبورد                 | بهترین آهنگ ریتم دار سال                         | "Otro Trago"                        | نامزدشده |
| ۲۰۲۰                       | جایزه موسیقی لاتین بیلبورد                 | بهترین آهنگ ریتم دار سال                         | "Baila Baila Baila"                 | نامزدشده |
| ۲۰۲۰                       | جایزه گرمی لاتین                           | بهترین هنرمند                                    | Himself                             | نامزدشده |
| ۲۰۲۰                       | جایزه گرمی لاتین                           | بهترین ضبط سال                                   | "China"                             | نامزدشده |
| ۲۰۲۰                       | جایزه گرمی لاتین                           | بهترین اجرای سال                                 | "China"                             | نامزدشده |
| ۲۰۲۰                       | جایزه گرمی لاتین                           | بهترین آلبوم سال                                 | Emmanuel                            | نامزدشده |
| ۲۰۲۰                       | جایزه گرمی لاتین                           | بهترن آهنگ رپ/هیپ                                | "Narcos"                            | نامزدشده |
| ۲۰۲۰                       | جایزه گرمی لاتین                           | بهترن آهنگ رپ/هیپ                                | "Medusa" (با جی بالوینو جهای کورتز) | نامزدشده |
| ۲۰۲۰                       | جایزه گرمی لاتین                           | بهترین آهنگ                                      | " Adicto "                          | نامزدشده |